# Jonruelle
Jonruelle (en wallon : È Djonrouwale) est une artère du quartier Nord de la ville de Liège (Belgique) sur la rive gauche de la Meuse.

## Historique
Sur la carte Ferraris éditée en 1775, il existe une ruelle dépourvue d'habitations donnant sur l'arrière des jardins de la rue Vivegnis. Cette ruelle se situait à l'emplacement de la partie est de la voirie actuelle, entre la rue de l'Enclos et la rue des Franchimontois et se prolongeait par l'actuelle rue Lamarck. La rue actuelle a été aménagée entre 1846 et 1879, sans doute vers 1860.

## Situation
Après une courte section le long du parc Saint-Léonard où la rue rejoint le début de la rue Vivegnis, Jonruelle opère un virage à angle droit puis devient progressivement parallèle à cette rue Vivegnis pour se terminer à hauteur de la rue des Franchimontois. Plate et rectiligne après le virage initial, elle mesure environ 390 m, compte approximativement 80 maisons et immeubles et applique un sens unique de circulation automobile dans le sens de la rue Lamarck vers le parc Saint-Léonard.

## Odonymie
L'origine du nom de la rue n'est pas vraiment connue. Il pourrait s'agir du patronyme Géron ou plus simplement de la ruelle des Joncs, une tour des Vieux-Joncs étant par ailleurs toujours debout dans le centre de la ville derrière le palais des princes-évêques ou en encore la rue des Joncs ou l'impasse Jonckeu. Les joncs sont des plantes herbacées vivaces croissant en milieu aquatique ou humide, souvent près des fossés où les sols sont très humides. Or, le fossé Saint-Léonard se trouvait à proximité de la rue jusqu'au début du XIXe siècle.  
Comme quelques autres voiries liégeoises, Jonruelle indique la qualité de la voirie en suffixe comme Potiérue et Bergerue. Jusqu'en 1956, elle s'appelait la rue Jonruelle, ce qui était pléonastique.

## Architecture
Au no 1, l'immeuble d'angle avec la rue Vivegnis appelé la maison Germeau a été réalisé en 1906 par l'architecte Victor Rogister dans le style Art nouveau. Le même architecte a aussi signé l'immeuble sis au no 37 où l'on peut voir une section de chapiteau ionique placée à droite de la porte d'entrée.
Au no 25, l'immeuble de style néo-classique construit au début du XIXe siècle en brique et pierre calcaire est donc une demeure antérieure d'environ un demi-siècle au percement effectif de la rue. Cette maison compte deux niveaux de cinq travées et a été érigée à 25 m en retrait de la voirie, précédée d'un jardin grillagé.
Au no 59, la maison de style éclectique teintée d'Art nouveau a été réalisée suivant les plans de l'architecte Fernand Dainef. On remarque une figure sculptée du Christ, avec flambeaux et ailes d'ange, placée en clé de voûte du portail cintré, des ferronneries aux lignes courbes, une décoration de bandes lombardes sur la travée de droite ainsi que différents disques ponctuant la façade.

## Voiries adjacentes
- Rue Vivegnis
- Parc Saint-Léonard
- Rue Mathieu Laensbergh
- Ruelle Rolans
- Rue Hennet
- Rue de l'Enclos
- Rue Maghin
- Rue Chéri
- Rue des Franchimontois
- Rue Lamarck

### Sources et liens externes
- Claude Warzée, « Du prieuré Saint-Léonard à la fonderie de canons », sur Histoires de Liège, 14 février 2016 (consulté le 7 août 2023)
- « Saint-Léonard : L’histoire du quartier », sur saint-leonard.be (consulté le 10 janvier 2019)